# Queda de peso
Em geofísica queda de peso é um tipo de fonte de ondas sísmicas. É utilizada principalmente em levantamentos de sísmica aplicada de alta resolução. Consiste de um "carrinho" que sustenta a estrutura de uma barra metálica de peso variado. Esta barra é erguida por um motor elétrico através de um sistema de correntes. A impulsão da barra é resultado da soma da gravidade e da força realizada por elásticos tensionados durante a ascensão da barra metálica.